# Pujodadi (Pardasuka)
Pujodadi is een bestuurslaag in het regentschap Pringsewu van de provincie Lampung, Indonesië. Pujodadi telt 4235 inwoners (volkstelling 2010).